# Walter Mondale

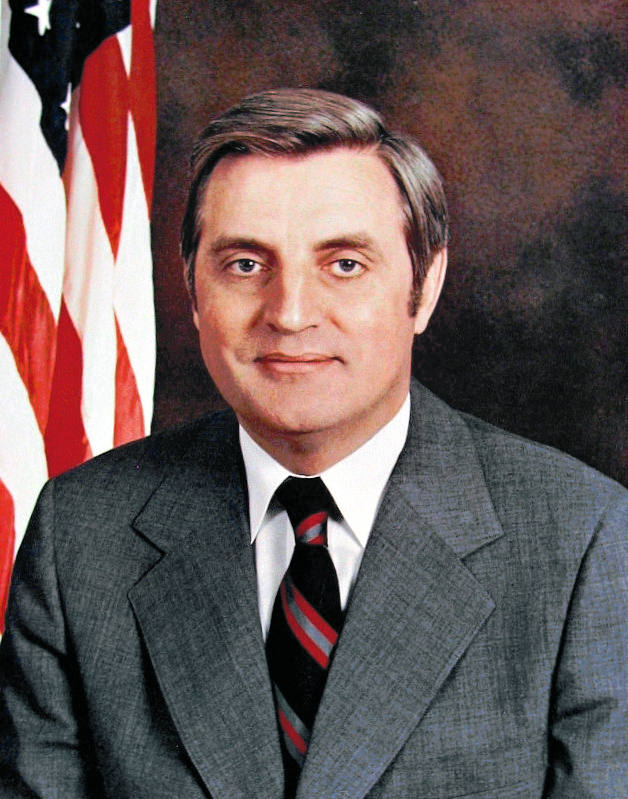
Walter Mondale (1977)

Walter Frederick „Fritz“ Mondale (* 5. Januar 1928 in Ceylon, Minnesota; † 19. April 2021 in Minneapolis, Minnesota) war ein US-amerikanischer Politiker (DFL bzw. Demokratische Partei). Er war von 1977 bis 1981 der 42. Vizepräsident der Vereinigten Staaten.
Zuvor war er von 1960 bis 1964 Attorney General (Justizminister) des Staats Minnesota und von 1964 bis 1976 Mitglied des US-Senats. Mondale war 1984 Präsidentschaftskandidat der Demokraten, unterlag bei der Wahl aber Amtsinhaber Ronald Reagan. Von 1986 bis 1993 war er Vorsitzender des National Democratic Institute for International Affairs und von 1993 bis 1996 US-Botschafter in Japan.

## Leben
Walter Mondale wuchs als Sohn des methodistischen Pfarrers Theodore Sigvaard Mondale und der Musiklehrerin Claribel Cowan im kleinen Ort Elmore (Faribault County) im Süden von Minnesota auf. Seine Großeltern väterlicherseits waren aus Norwegen eingewandert. Er absolvierte ein Studium der Politikwissenschaft am Macalester College in Saint Paul und der University of Minnesota, das er 1951 mit dem Bachelorgrad abschloss. Da er sich den Besuch einer Law School noch nicht leisten konnte, diente er zunächst zwei Jahre in der U.S. Army und war in Fort Knox stationiert. Dank der G. I. Bill konnte er dann von 1953 bis 1956 an der University of Minnesota Jura studieren. Nach dem erfolgreichen Abschluss arbeitete er vier Jahre als Rechtsanwalt.
1955 heiratete er Joan Adams, mit der er drei Kinder hatte; sie starb 2014 an den Folgen der Alzheimer-Krankheit.
Mondale starb am 19. April 2021 im Alter von 93 Jahren in Minneapolis.

## Politische Karriere
Bereits als Student half Mondale 1948 im Wahlkampf des damaligen Bürgermeisters von Minneapolis, Hubert Humphrey von der Democratic-Farmer-Labor Party (DFL), der anschließend Minnesota im US-Senat vertrat. Im Jahr 1958 war er Wahlkampfmanager für Gouverneur Orville Freeman. Dieser ernannte Mondale 1960 zum Attorney General (Justizminister und Generalstaatsanwalt) von Minnesota. Mit 32 Jahren war er der damals jüngste Attorney General eines US-Bundesstaats.
Als sein politischer Mentor Hubert Humphrey 1964 zum Vizepräsidenten der USA gewählt wurde, rückte Mondale als Vertreter Minnesotas in den US-Senat nach. Er wurde 1966 und 1972 wiedergewählt. In seiner Funktion als Senator gehörte er 1967–68 dem Untersuchungsausschuss des Senates an, der sich mit dem Apollo-1-Unglück beschäftigte. Mondale war zu diesem Zeitpunkt ein Gegner der Raumfahrt und versuchte durch den Untersuchungsausschuss das Apollo-Programm zu stoppen.
1976 wurde er als Running Mate von Jimmy Carter zum US-Vizepräsidenten gewählt. Dieses Amt trat er am 20. Januar 1977 an. Carter und Mondale arbeiteten anders als ihre unmittelbaren Vorgänger – Gerald Ford und Nelson Rockefeller – eng zusammen. Bei der Präsidentschaftswahl 1980 wurde Mondale erneut als Kandidat für die Vizepräsidentschaft an der Seite Carters aufgestellt. Dieser verlor jedoch in einer deutlichen Entscheidung gegen den Republikaner Ronald Reagan. Mondales Amtszeit als Vizepräsident endete somit am 20. Januar 1981, sein Nachfolger wurde George H. W. Bush. Anschließend kehrte Mondale zurück zu seiner Tätigkeit als Rechtsanwalt.
Die Demokratische Partei nominierte ihn zu ihrem Kandidaten bei der Präsidentschaftswahl 1984; mit Geraldine Ferraro bewarb sich an seiner Seite erstmals eine Frau um die Vizepräsidentschaft. Mondale gilt als einer der am besten informierten Präsidentschaftskandidaten aller Zeiten und kündigte wegen des großen Staatsdefizits an, wer auch immer in der nächsten Legislaturperiode Präsident sei, werde Steuern erhöhen müssen. Der populäre Amtsinhaber Reagan versprach, ohne höhere Steuern ein ausgeglichenes Budget durch Wachstum zu erreichen, und behauptete sich so deutlich im Amt. Nur gut 40 Prozent der Wähler sprachen sich für Mondale aus, während Reagan knapp 59 Prozent verbuchen konnte. Im Wahlmännergremium fiel die Entscheidung noch deutlicher aus, da Mondale lediglich in seinem Heimatstaat Minnesota und in Washington, D.C. die Stimmenmehrheit und damit 13 Wahlmännerstimmen erhielt. Reagan gewann in allen anderen 49 Bundesstaaten und damit eine Mehrheit von 525 der 538 Wahlmännerstimmen.

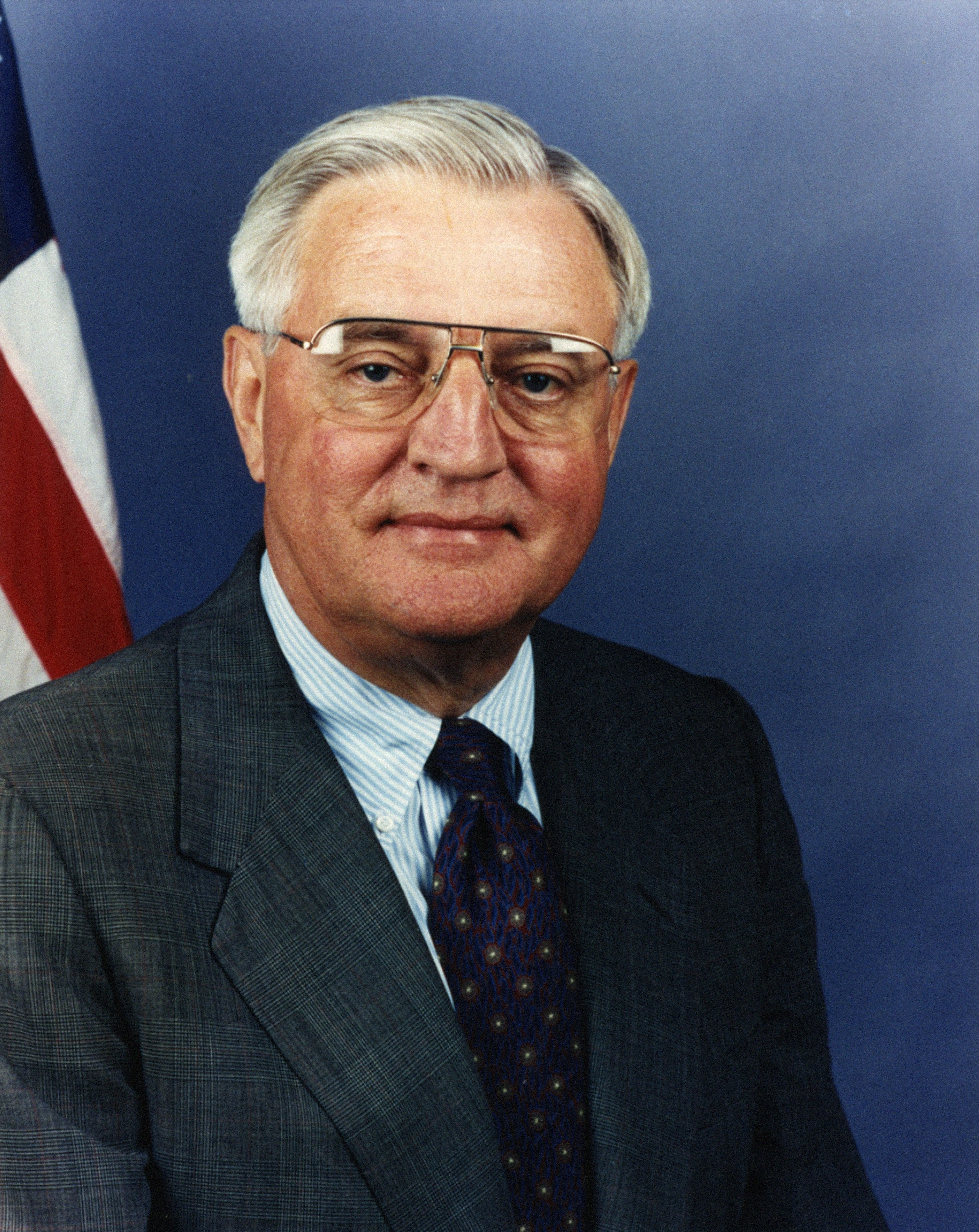
Walter Mondale als Botschafter (1990er-Jahre)

Von 1986 bis 1993 war Mondale Vorstandsvorsitzender des National Democratic Institute for International Affairs, der parteinahen Stiftung der Demokraten für Demokratieförderung in Entwicklungsländern. Als die Demokraten 1993 wieder an die Regierung kamen, ernannte der neue Präsident Bill Clinton Mondale als Nachfolger von Michael Armacost zum Botschafter der Vereinigten Staaten in Japan. Dieses Amt hatte er bis Dezember 1996 inne.
Mondale kam 2002 kurzfristig als Kandidat für den US-Senat wieder auf die politische Bühne zurück, nachdem Paul Wellstone bei einem Flugzeugabsturz ums Leben gekommen war. Er verlor die Wahl in Minnesota aber mit 47,3 zu 49,5 Prozent gegen den Republikaner Norm Coleman. Da er bereits bei den Präsidentschaftswahlen 1984 in allen Bundesstaaten außer Minnesota verloren hatte, machte diese Niederlage Mondale zum bisher einzigen Politiker einer großen Partei, der eine Wahl in allen 50 Bundesstaaten verloren hat.

## Vorfahren
Mondales Vorfahren kamen aus Fjærland in Norwegen, woher – wie vielerorts in Westnorwegen – in der zweiten Hälfte des 19. Jahrhunderts viele in die Vereinigten Staaten ausgewandert waren. Seine Urgroßeltern verließen Fjærland 1858 zusammen mit ihrem damals acht Jahre alten Sohn Ole, Mondales Großvater. Als sie sich in den USA niederließen, passten sie die Namensschreibweise an das Englische an. Den Nachnamen Mundal tragen auch heute noch die meisten Einwohner Fjærlands, die im Ortsteil Mundal wohnen.
Mondale reiste im Jahre 1986 in die Heimat seiner Vorfahren, um feierlich einen neuen Straßentunnel zu eröffnen, der Fjærland mit der nördlich gelegenen Region Jølster verbindet.